# Leurre (crime)
Le leurre est une infraction criminelle qui survient lorsqu'un adulte se fait passer pour un enfant dans le but d'abuser un enfant. Cette infraction criminelle entre dans la catégorie du cybercrime.

## Droit canadien
Le leurre d'enfant est une infraction criminelle en vertu de l'article 172.1 du Code criminel. 

« 172.1 (1) Commet une infraction quiconque communique par un moyen de télécommunication avec :
a) une personne âgée de moins de dix-huit ans ou qu’il croit telle, en vue de faciliter la perpétration à son égard d’une infraction visée au paragraphe 153(1), aux articles 155, 163.1, 170, 171 ou 279.011 ou aux paragraphes 279.02(2), 279.03(2), 286.1(2), 286.2(2) ou 286.3(2);
b) une personne âgée de moins de seize ans ou qu’il croit telle, en vue de faciliter la perpétration à son égard d’une infraction visée aux articles 151 ou 152, aux paragraphes 160(3) ou 173(2) ou aux articles 271, 272, 273 ou 280;
c) une personne âgée de moins de quatorze ans ou qu’il croit telle, en vue de faciliter la perpétration à son égard d’une infraction visée à l’article 281.
Peine
(2) Quiconque commet l’infraction visée au paragraphe (1) est coupable :
a) soit d’un acte criminel passible d’un emprisonnement maximal de quatorze ans, la peine minimale étant de un an;
b) soit d’une infraction punissable sur déclaration de culpabilité par procédure sommaire et passible d’un emprisonnement maximal de deux ans moins un jour, la peine minimale étant de six mois.
Présomption
(3) La preuve que la personne visée aux alinéas (1)a), b) ou c) a été présentée à l’accusé comme ayant moins de dix-huit, seize ou quatorze ans, selon le cas, constitue, sauf preuve contraire, la preuve que l’accusé la croyait telle.
Moyen de défense
(4) Le fait pour l’accusé de croire que la personne visée aux alinéas (1)a), b) ou c) était âgée d’au moins dix-huit, seize ou quatorze ans, selon le cas, ne constitue un moyen de défense contre une accusation fondée sur le paragraphe (1) que s’il a pris des mesures raisonnables pour s’assurer de l’âge de la personn »